# Indigofera sanguinea
Indigofera sanguinea är en ärtväxtart som beskrevs av Nicholas Edward Brown. Indigofera sanguinea ingår i släktet indigosläktet, och familjen ärtväxter. Inga underarter finns listade i Catalogue of Life.